# Cantón de La Force
El cantón de La Force era una división administrativa francesa, que estaba situada en el departamento de Dordoña y la región de Aquitania.

## Composición
El cantón estaba formado por doce comunas:
- Bosset
- Fraisse
- Ginestet
- La Force
- Le Fleix
- Les Lèches
- Lunas
- Monfaucon
- Prigonrieux
- Saint-Georges-Blancaneix
- Saint-Géry
- Saint-Pierre-d'Eyraud

## Supresión del cantón de La Force
En aplicación del Decreto nº 2014-218 de 21 de febrero de 2014, el cantón de La Force fue suprimido el 22 de marzo de 2015 y sus 12 comunas pasaron a formar parte; once del nuevo cantón de País de La Force y una del nuevo cantón de Valle del Isle.